# Herrnhut
Herrnhut (Sorbian: Ochranow; tiếng Séc: Ochranov) là một khu vực đô thị thuộc Hạt Görlitz phía đông bang Saxony, Đức. Herrnhut cũng là tên của thị trấn lớn nhất vùng.
Herrnhut tọa lạc trên đường Bundesstraße 178 và trên đường hỏa xa Löbau–Zittau. Herrnhut cách Löbau 10 km về phía đông nam, cách Zittau 15 km về hướng tây bắc, và cách Görlitz 25 km về hướng tây nam.

## Đơn vị hành chính
Khu đô thị Herrnhut hiện có 11 đơn vị hành chính:
- Herrnhut (thị trấn nguyên thủy)
- Ninive
- Ruppersdorf
- Schwan
- Friedensthal
- Strahwalde
- Euldorf
- Großhennersdorf
- Heuscheune
- Neundorf auf dem Eigen
- Schönbrunn

## Dân số
| Năm    | 1834 | 1871 | 1890 | 1910 | 1925 | 1939 | 1946 | 1950 | 1964 | 1990 | 2000 | 2010 |
| Dân số | 899  | 1092 | 1139 | 1364 | 1664 | 1627 | 2024 | 2025 | 1808 | 1754 | 2842 | 4963 |

Theo Nghị viện bang Saxon, năm 1777 Herrnhut có 76 căn hộ.
Đến giữa thế kỷ 19 dân số ở đây có hơn 1 000 người, sau Thế chiến thứ hai là hơn 2 000 người. Từ thập niên 1950, dân số ở đây bị giảm sút do sự thu hút nhân lực từ các công ty ở những vùng lân cận.

## Huy hiệu
Huy hiệu của Herrnhut được thiết kế với hai màu xanh và trắng, có hình tháp canh Altan trên đỉnh đồi Hutberg. Tên của đồi Hutburg (Đồi thức canh) gợi ý tên của khu định cư Moravian được thành lập năm 1722 trong lãnh địa của Zinzendorf để tiếp đón những người vì đức tin bị trục xuất khỏi xứ sở của họ. Herrn Hut nghĩa là "sự trông nom chăm sóc của Chúa".

## Văn hóa
Herrnhut có một nhà thờ và hai viện bảo tàng, trong đó có một bảo tàng lịch sử địa phương. Đó là trung tâm của Giáo hội Moravian, Unitas Fratrum, trong tiếng Đức Brüder-Unität hoặc Brüdergemeine. Trạm hỏa xa cũ của Herrnhut trên đường tuyến đường sắt Zittau-Löbau (đã hết sử dụng) nay là phòng trưng bày tranh.

## Kinh tế
Kinh tế của thị trấn phụ thuộc vào các hoạt động của giáo hội, giáo dục, du lịch và chế tạo, trong đó có ngành nghề đã hơn 150 năm chuyên sản xuất ngôi sao 26 cạnh, được gọi là Ngôi sao Giáng sinh Moravian, được dùng để treo trên cửa sổ hoặc cổng vòm, hàng hiên.

## Hình ảnh

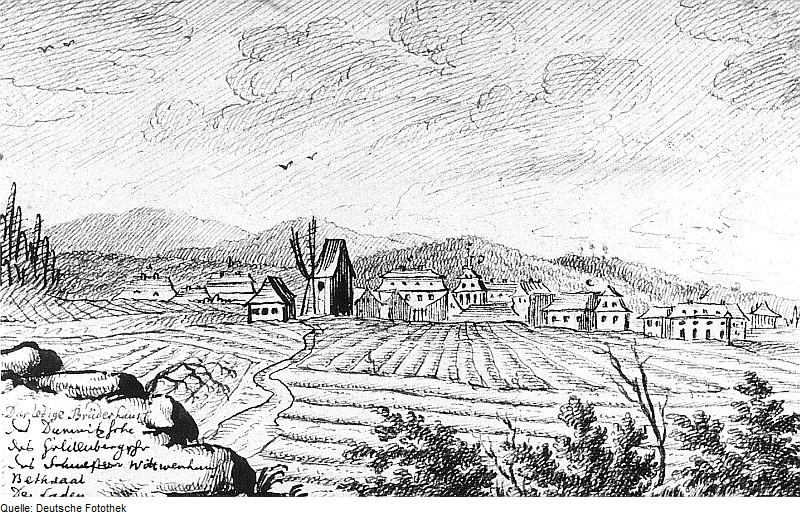
Herrnhut, năm 1765
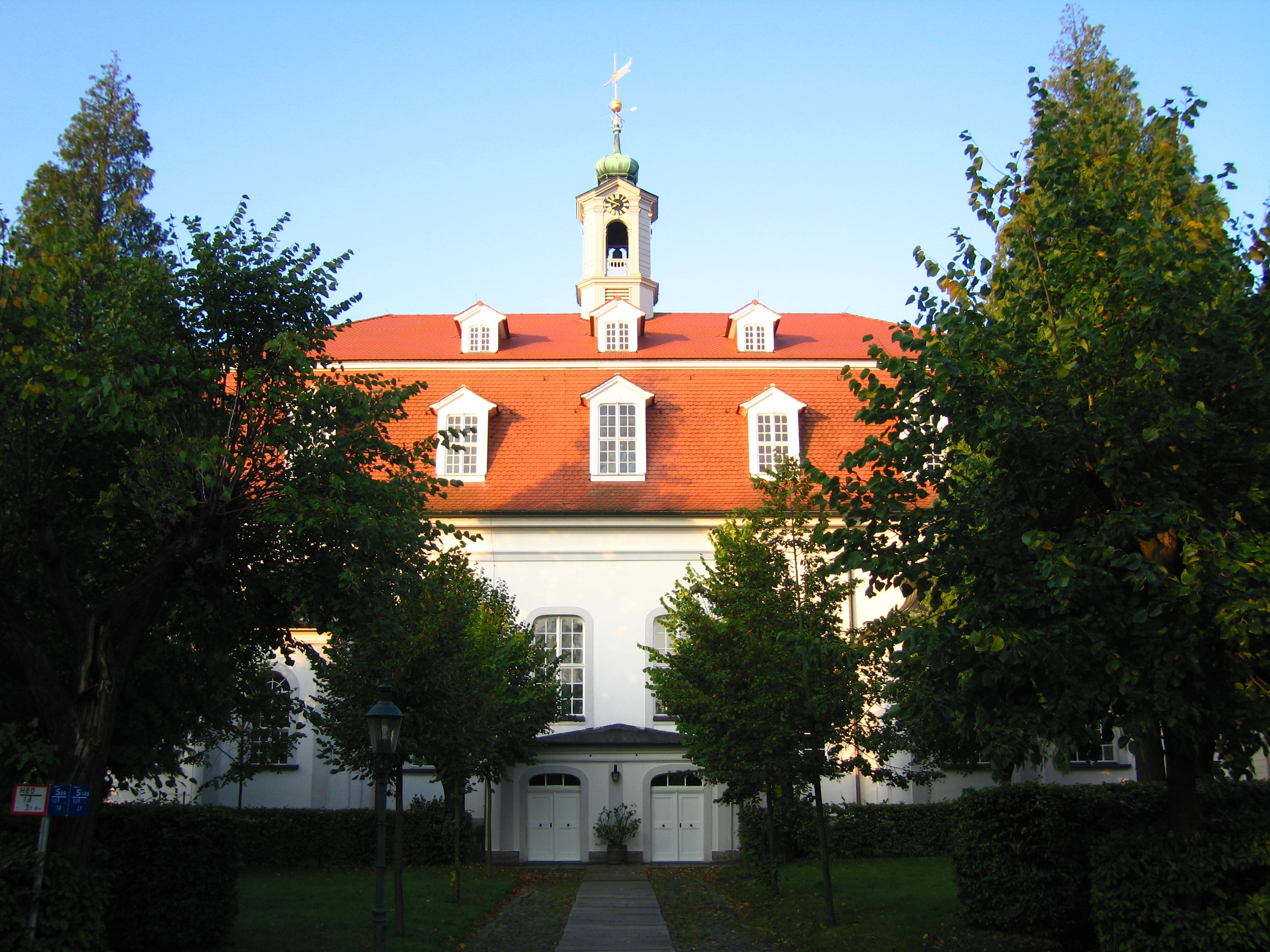
Nhà thờ Herrnhut
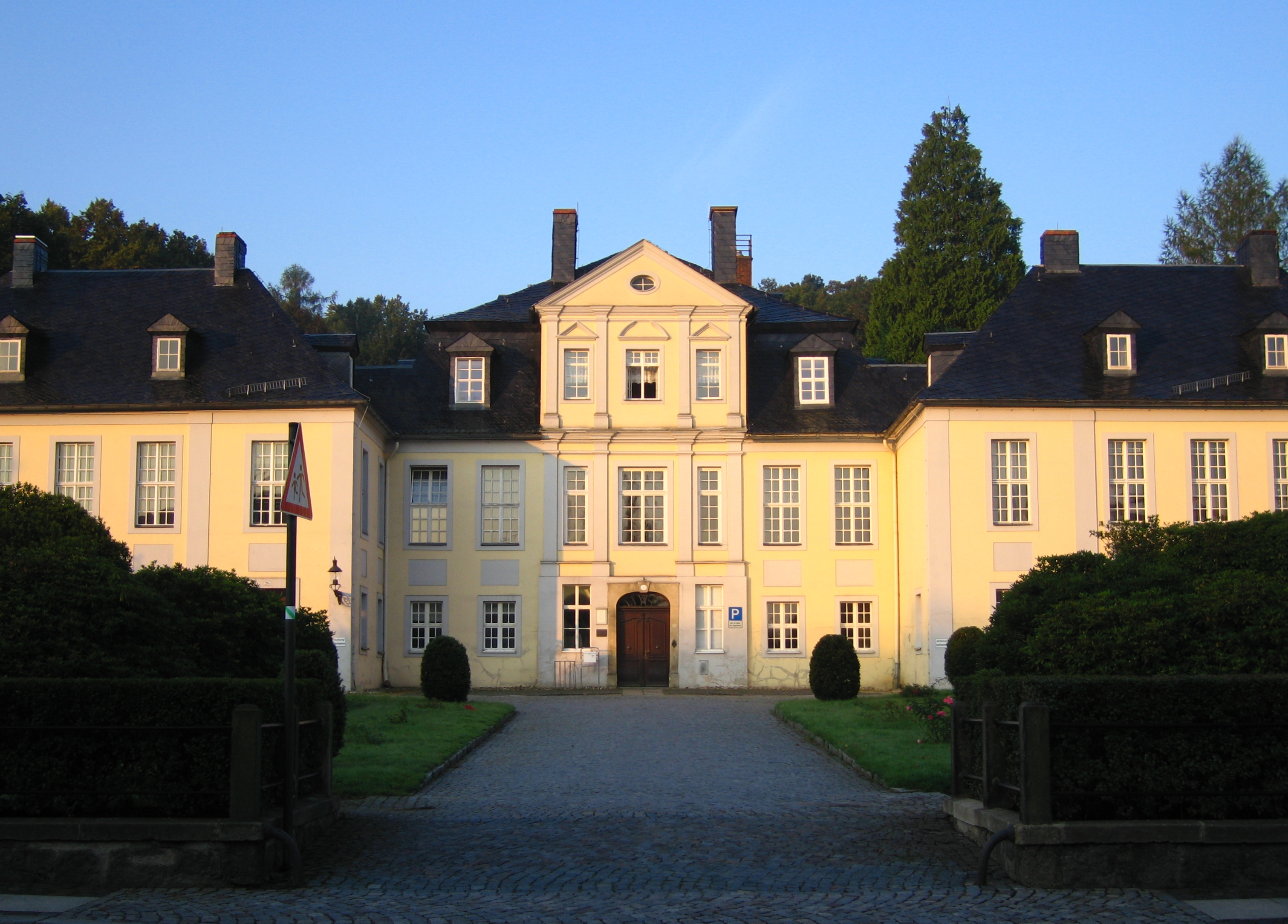
Vogtshof Herrnhut - trụ sở Giáo hội Moravian
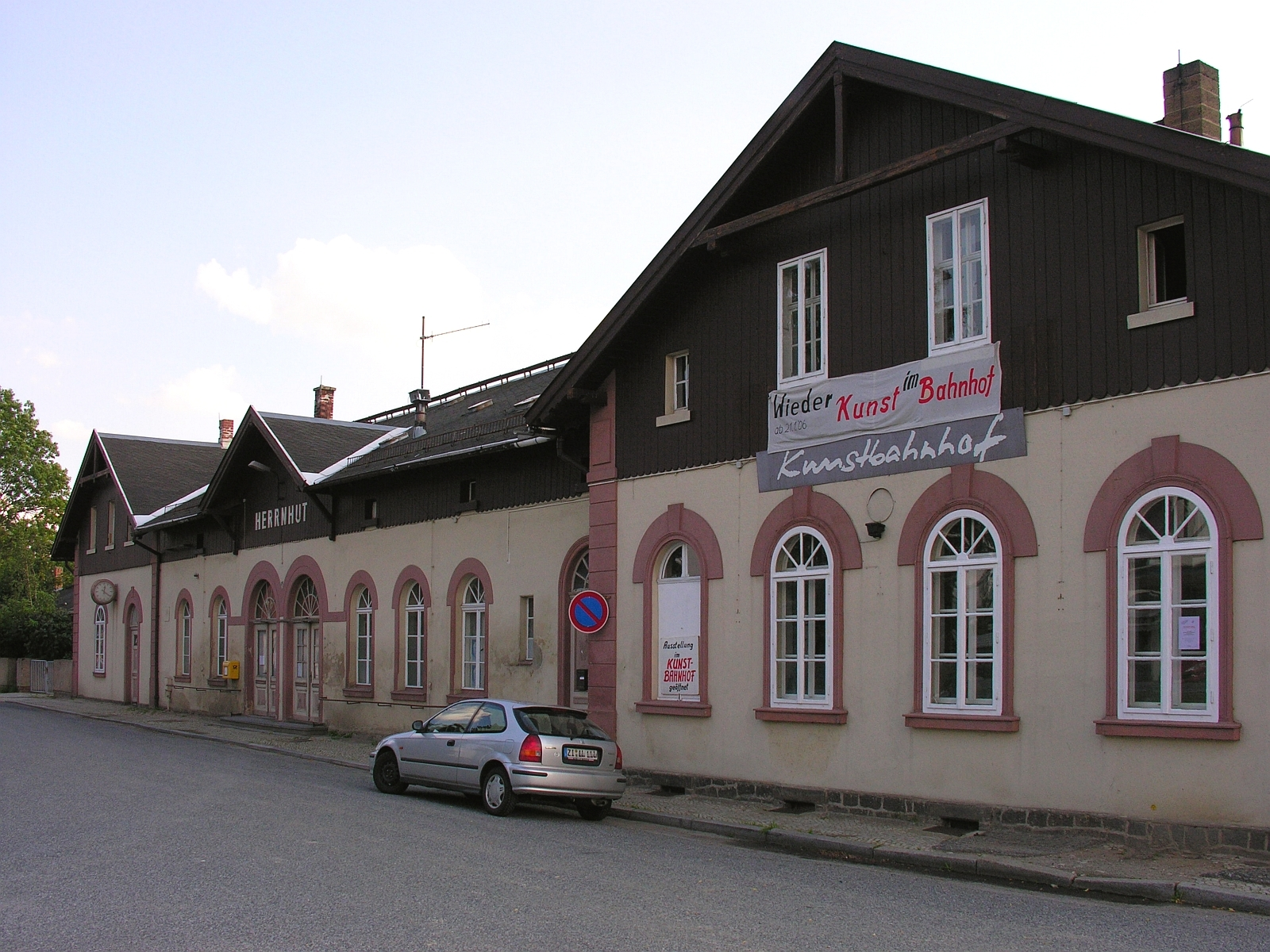
Ga hỏa xa Herrnhut, nay là phòng trưng bày tranh
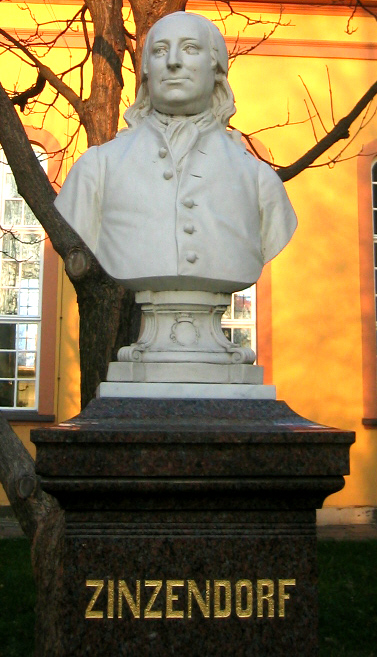
Tượng Nikolaus Ludwig von Zinzendorf tại Herrnhut
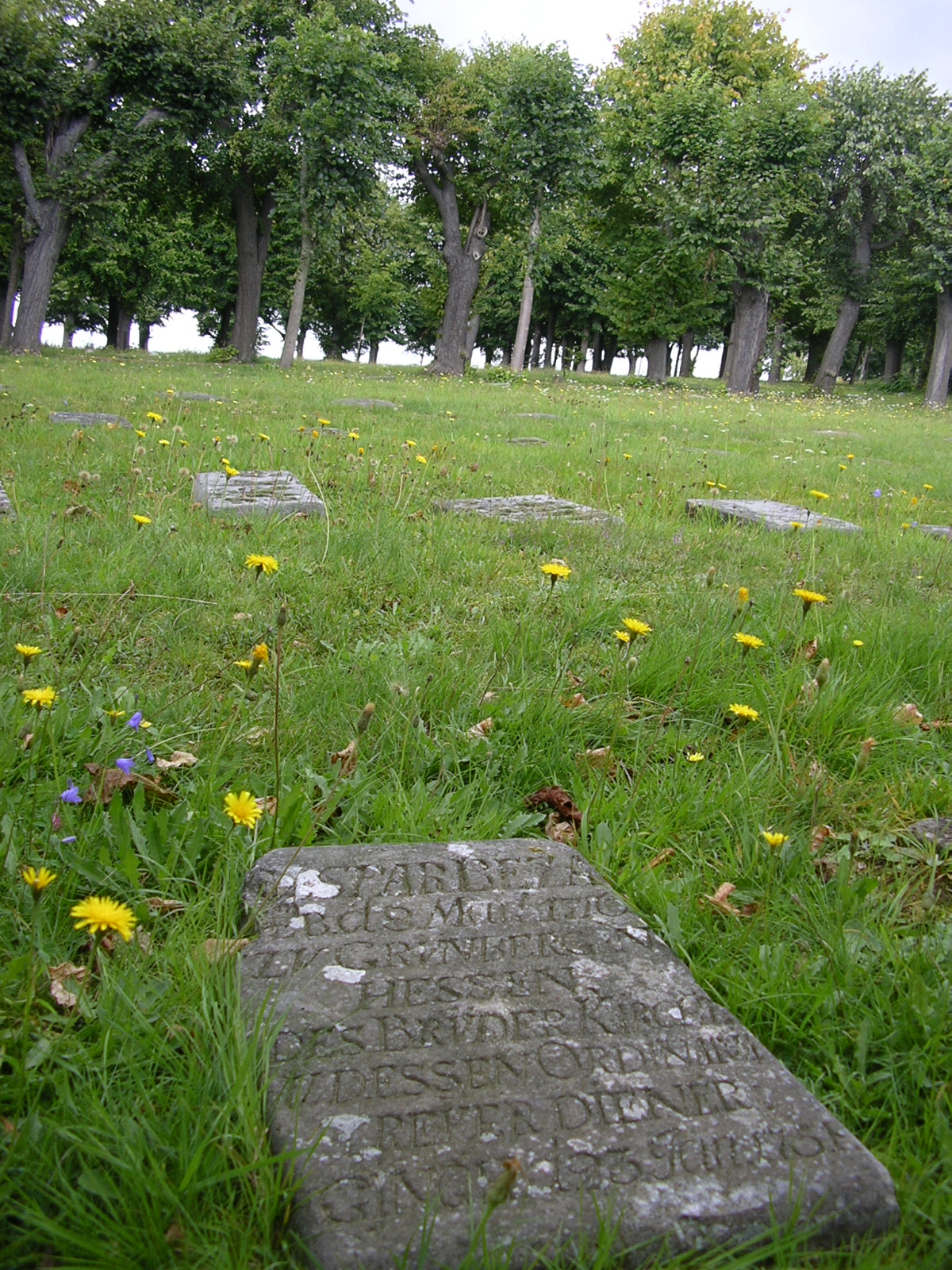
Nghĩa trang Herrnhut, thuộc Giáo hội Moravian, từ thế kỷ 18
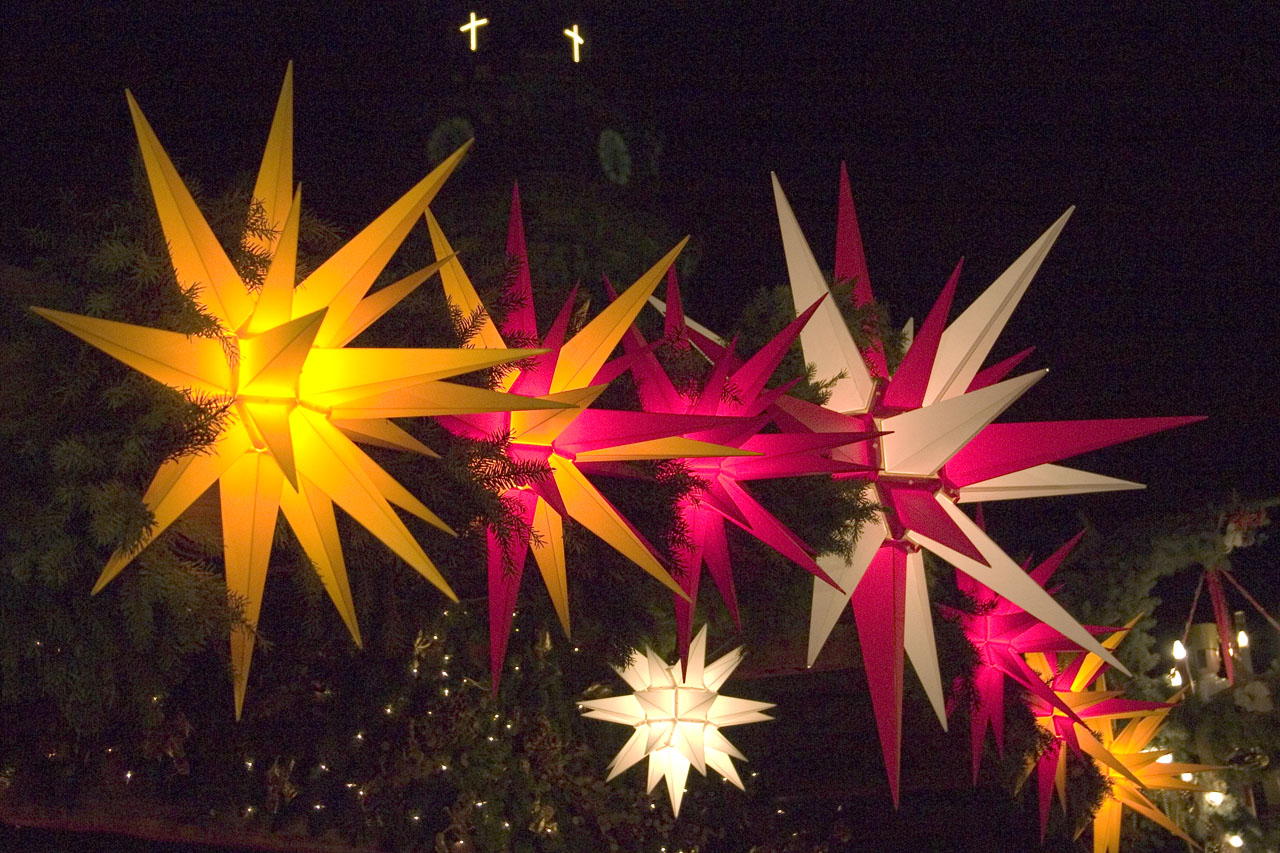
Ngôi sao Moravian trong khu chợ Giáng sinh tại Dresden